# Атолейруш
Атоле́йруш (порт. Atoleiros, МФА: [ɐ.tu.ˈɫɐj.ɾuʃ], «багнище, мочарі, дряговина») — місцевість у Португалії. Старопортугальською й іспанською — Атоле́йрос.
1. маєток у Португалії, у Порталегрівському окрузі,  муніципалітеті Фронтейра, парафії Носса-Сеньора-да-Аталайя[2]. 1384 року тут відбулася битва, у якій португальці здобули перемогу над кастильцями.
2. ферма у Португалії, у Гуардівському окрузі, муніципалітеті Гуарда, парафії Сан-Мартіню-де-Алвендре[2].